# Elric di Melniboné
Elric di Melniboné, per esteso Elric VIII, 428simo imperatore di Melniboné, è un personaggio immaginario creato da Michael Moorcock, protagonista di una serie di racconti e romanzi fantasy composti fra gli anni Sessanta e Duemila. 
Elric è uno dei molti personaggi di Moorcock appartenenti al macro-ciclo del Campione Eterno e rappresenta una figura iconica del sottogenere sword & sorcery.

## Biografia del personaggio
Le vicende di Elric si svolgono sul pianeta Terra in un'immaginaria età preistorica, in cui gli esseri umani convivono con un popolo di esseri fatati chiamati Melnibonéani (dal nome dell'isola di cui sono nativi); il cosiddetto "Impero Fulgido" di Melniboné ha governato tutto il mondo per 10.000 anni, forte della propria formidabile flotta e di stormi di draghi da guerra, finché gli umani non si sono ribellati sotto l'egida del conte Aubec di Malador e hanno stabilito i propri i "Regni Giovani", riducendo l'Impero Fulgido alla sola Melniboné (eventi accennati da Moorcock nel racconto "Il sogno del conte Aubec" e nel romanzo incompiuto dedicato ad Aubec). La saga di Elric inizia cinquecento anni dopo l'ascesa dei Regni Giovani, nel pieno della decadenza di Melniboné: gli abitanti sono ormai indolenti e oscillano fra la nostalgia per le glorie passate e un gusto innato per il sadismo e l'edonismo, esacerbato dal culto per gli dèi del Caos – le potenze ultraterrene che incarnano l'anarchia e l'entropia e si oppongono alle forze della Legge, l'elemento cosmico della stasi e della logica.
Nel romanzo Elric di Melniboné, questa instabile situazione precipita con l'ascesa al trono di Melniboné dell'imperatore Elric VIII, un uomo albino estremamente colto, abilissimo stregone e affetto da innumerevoli malattie croniche, che deve curare assumendo giornalmente dei farmaci salvavita. A differenza dei suoi sudditi e della sua stessa fidanzata Cymoril, Elric è capace di empatia e curiosità verso gli esseri umani e ambisce a stabilire rapporti paritari con i Regni Giovani, pertanto suo cugino, il principe Yrkoon, cerca di assassinarlo per "preservare" i costumi di Melniboné e sottrargli la mano di Cymoril; Elric però sopravvive all'attentato e ingaggia con Yrkoon una vera e propria guerra civile, durante la quale stipula un patto d'alleanza con il dio del Caos Arioch e si appropria della spada stregata Tempestosa – un'arma senziente che divora le anime delle sue vittime e può rafforzare temporaneamente il fragile corpo di Elric. Domata la rivolta di Yrkoon, Elric lo insedia come suo reggente-burattino, abbandona Melniboné e viaggia per il mondo nel tentativo di comprendere la natura umana.
In La fortezza della perla le peregrinazioni di Elric lo conducono fino alla decadente città-stato umana di Quarzhasaat, i cui aristocratici ambiscono tutti a rapire la giovane somma sacerdotessa del pacifico popolo nomade dei Bauradim, per fare della ragazza un trofeo; disgustato da questa pratica, Elric si allea con la maga umana Oone la Ladra di Sogni e assieme a lei protegge la sacerdotessa dagli stregoni mercenari di Quarzhasaat. Respinti questi attacchi e consumata una breve liaison con Oone (che all'insaputa di lui rimane incinta), Elric distrugge l'intera Quarzhasaat con una potente stregoneria e si rimette in viaggio.
All'inizio di Sui mari del fato Elric ha quasi completato il suo pellegrinaggio ed è tormentato da incubi in cui Yrkoon usurpa il trono di Melniboné. In un giorno come tanti, l'imperatore viene imbarcato su una nave fatata che viaggia per il Multiverso e già trasporta tre altri guerrieri chiamati Dorian Hawkmoon, Erekosë e Corum Jhaelen Irsei: su indicazione del capitano del vascello, i quattro guerrieri uniscono le forze per distruggere dei terrificanti semidei chiamati Agak e Gagak. Compiuta questa impresa Elric viene ricondotto nella sua dimensione natia, fa amicizia con il conte Smiorgan delle Città Purpuree, un pirata umano, e assieme a lui affronta corsari melnibonéani ed esplora la città stregata di R’lin K’Ren A’a; qui l'imperatore completa un rituale magico in onore di Arioch che però, secondo le leggende, darà inizio allo scontro fra le forze della Legge e del Caos, compromettendo per sempre l'Equilibrio cosmico che rende possibile la vita sulla Terra. 
In un momento imprecisato dopo gli eventi di Sui mari del fato, Elric apprende che i suoi sogni erano profetici e che Yrkoon ha davvero tradito la sua fiducia, usurpando nuovamente il trono di Melniboné; l'imperatore deposto, infuriato, rinnega quindi il proprio popolo e decide di comprarsi una comoda esistenza da esule fra gli umani. Nel racconto "La Città Sognante" Elric e Smiorgan attaccano a tradimento Melniboné alla testa di un'imponente flotta dei Regni Giovani ed Elric lascia che i suoi connazionali vengano ferocemente massacrati dagli acerrimi nemici umani, mentre lui stesso evacua Cymoril per portarla in esilio con sé; nel corso della battaglia, però, Yrkoon, ferito mortalmente da Elric, scaraventa Cymoril sulla lama di Tempestosa e i superstiti dell'esercito melnibonéano scatenano i draghi da guerra contro la flotta umana, che viene completamente annientata. Solo Elric sopravvive alla mattanza, ormai considerato un traditore sia dai Melnibonéani che ha disconosciuto sia dagli umani fra cui voleva integrarsi. L'ex imperatore, ormai chiamato con disprezzo "assassino di donne", vagabonda quindi fra i Regni Giovani come mercenario, considerato dai più un fenomeno da baraccone ("A Portrait in Ivory"), ed è solo per caso che egli incontra durante un ingaggio l'avventuriero Maldiluna di Elwher, con cui stringe una provvidenziale amicizia ("Mentre gli dèi ridono"); poco dopo, però, Elric e Maldiluna si attirano loro malgrado le ire di Theleb K'aarna di Pan Tang, un ambizioso mago umano che mira a diventare un campione del Caos ("La cittadella che cantava"). 
Nel romanzo La torre che svaniva Theleb K'aarna tenta a più riprese di evocare sulla Terra imponenti armate di demoni del Caos, alla testa delle quali intende distruggere le fortezze della Legge e dell'Equilibrio; Elric e Maldiluna, però, si adoperano con ogni mezzo per fermare il negromante e si alleano con il prete guerriero dell'Equilibrio Rackhir di Phum (detto l'Arciere Rosso), un protettore della città sacra di Tanelorn, e con la maga Myshella di Kaneloon, una semidea della Legge già alleata del conte Aubec –a un certo momento anche Corum ed Erekosë scendono nuovamente in campo al fianco di Elric. Nel corso della guerra l'ex imperatore si innamora ricambiato di Myshella, ma quest'ultima perisce nella battaglia finale per mano dello stesso Theleb K'aarna. 
In La vendetta della rosa Elric, logorato dal dolore per aver perso sia Cymoril sia Myshella, si congeda da Maldiluna e Rackhir e viaggia in solitudine fino a che suo padre, il defunto imperatore Sadric, non gli appare come spettro e lo incarica di dare pace all'anima dispersa di Sadric stesso; Elric accetta questa missione e cerca l'anima in lungo e in largo per il Multiverso, aiutato dal poeta Ernest Wheldrake e dalla paladina dell'Equilibrio nota come "la Rosa". Nonostante le insidie tese dal campione del Caos Gaynor il Dannato, il trio ha successo ed Elric ritrova la serenità sia per sé sia per suo padre. 
Tornato a Tanelorn e congedatosi dalla Rosa e da Wheldrake, Elric si rimette in viaggio assieme a Maldiluna e riesce finalmente a vendicarsi di Theleb K'aarna, che perde la vita in ques'ultimo scontro ("Il ladro di anime"); in più poco dopo i due salvano la vita alla nobildonna umana Zarozinia di Karlaak, la quale si innamora di Elric ed è da lui riamata ("Re nelle tenebre"). I due dunque si sposano e per qualche tempo vivono serenamente a Karlaak, lontano dalle stregonerie e dalle battaglie: Elric brandisce nuovamente Tempestosa solo per difendere la sua patria d'elezione da un'orda di barbari ("I portatori di fiamma") e battere gli dèi del Caos in un contorto gioco di enigmistica ("The Last Enchantment"). Lo scontro cosmico messo in moto da Elric a R’lin K’Ren A’a, però, non si può più arrestare e ben presto Rackhir deve difendere Tanelorn da un'incursione del Caos di proporzioni inedite ("Per la salvezza di Tanelorn"). 
La vicenda dell'imperatore stregone culmina dunque in Tempestosa, resoconto della grande guerra fra Legge e Caos per il controllo sul pianeta di Elric, guerra in cui Elric rinnega la propria lealtà ad Arioch e si batte per la Legge aiutato da Maldiluna, da Rackhir, dal semidio Sepiriz e dai superstiti del vecchio esercito imperiale melnibonéano. Sotto l'egida di Elric e dei suoi compagni gli umani dei Regni Giovani organizzano una strenua resistenza contro le armate demoniache del Caos, evocate sulla Terra dallo stregone Jagreen Lern di Pan Tang e dai suoi seguaci fanatici, e in un primo tempo Elric riesce ad assassinare il dio Darnizhaan e a bandire Arioch dal mondo materiale; successivamente, però, le forze di Jagreen Lern guadagnano terreno in tutto il pianeta e a perire sono anche Rackhir e la stessa Zarozinia, alla quale Elric deve concedere una morte pulita utilizzando Tempestosa. In preda alla più terribile furia e dalla sete di vendetta, Elric non esita a viaggiare ancora una volta attraverso il Multiverso per sottrarre al guerriero umano Orlando il magico corno Olifante, il cui suono apre agli dèi della Legge la via verso il mondo materiale; in tal modo le sorti della guerra si ribaltano e la Legge consegue una vittoria pirrica – a causa delle devastazioni compiute dal Caos il pianeta si è completamente spopolato, ma può essere rimodellato per annichilire la magia e far prosperare Ur, Babilonia, l'Egitto, Roma e altre grandi civiltà umane. Elric e Maldiluna sono i soli superstiti del vecchio mondo e Maldiluna, conscio che non c'è più spazio per lui, si suicida impalandosi su Tempestosa, al che la spada si rivolge spontaneamente contro Elric e assassina il suo stesso padrone, per poi tramutarsi nell'ultimo agente del Caos ancora attivo nella nuova Terra. 
Dopo la conclusione della saga principale Moorcock ha rivelato che Elric, nella sua gioventù, aveva imparato a viaggiare nello spazio-tempo inducendosi delle trance oniriche (Elric: The Making of a Sorcerer) e che nel corso degli anni ha utilizzato tale tecnica per intervenire almeno tre volte sulla storia della famiglia von Bek: nel Medioevo ha contribuito a fondare il principato di Waldenstein con il nome di Duca Elric (Michael Moorcock's Multiverse); nel Ventesimo secolo ha protetto a più riprese da Gaynor il Dannato i propri figli gemelli Olric e Oona (concepiti con Oone ne La fortezza della perla) e il marito di Oona, il conte Ulric von Bek (trilogia delle Moonbeam Roads); in una linea temporale alternativa ha assunto lo pseudonimo di Ulrich Rudric Renark Otto von Bek-Krasny alias Monsieur Zenith ed è divenuto un deuteragonista di sir Seaton Begg e della sua vecchia amica Rosa von Bek (già apparsa in La vendetta della rosa) nella loro impresa di controllare il Secondo Etere (trilogia del Second Ether, inclusa l'antologia The Metatemporal Detective).

## Influenze
In giovanissima età Michael Moorcock si era già cimentato nella composizione di Sojan the Swordsman (1955-1958), un serial planetary romance fortemente ispirato da Edgar Rice Burroghs, e de Il fiume dell'eternità (1958, ma edito nel 1979), un romanzo breve che ibridava atmosfere surreali e tematiche esistenzialiste. All'inizio degli anni Sessanta il ventunenne Moorcock sintetizzò queste due tradizioni di fantasy, una pulp e una introspettiva, proprio nella figura di Elric, concepito come decostruzione della formula tradizionale di sword & sorcery codificata da Robert E. Howard circa trent'anni prima: in particolare Moorcock prese a modelli i romanzi La spada spezzata e Tre cuori e tre leoni di Poul Anderson e Il Pozzo dell'Unicorno di Fletcher Pratt, nonché L'opera da tre soldi Bertolt Brecht, autori cui egli dedicò il romanzo del 1972 Elric di Melniboné.  Più nello specifico, Moorcock ricavò da Tre cuori e tre leoni la contrapposizione cosmologica fra Legge e Caos, mentre trasse da La spada spezzata la reinterpretazione secondo sensibilità novecentesche dell'"eroe condannato", un archetipo narrativo già presente nelle mitologie scandinava e finlandese (specialmente nella saga di Kullervo); tale archetipo, per altro, era stato rielaborato anche da Mervyn Peake con il Ferraguzzo di Gormenghast e da T. H. White con il Lancillotto di Re in eterno, testi cui il giovane Moorcock aveva certamente accesso. Quanto al caratteristico albinismo di Elric, fu ricavato dal personaggio di Monsieur Zenith, antagonista ricorrente dell'investigatore Sexton Blake nei racconti gialli composti da Anthony Skene — anch'egli un autore prediletto dal giovane Moorcock, il quale si è notoriamente adoperato per riportarne in commercio le opere. In ultimo, Moorcock ha dichiarato che la moralità ambigua e ambivalente di Elric è autobiografica e di non aver tratto alcuna ispirazione da Il Signore degli Anelli di J.R.R. Tolkien.

## Storia editoriale

### Sequenza originaria
Elric esordì in una sequenza di racconti brevi composti da Moorcock fra 1961 e 1962 per la rivista Science Fantasy: 
- "La Città Sognante" ("The Dreaming City", Science Fantasy No. 47, Giugno 1961)
- "Mentre gli dèi ridono" ("While the Gods Laugh", Science Fantasy No. 49, Ottobre 1961)
- "Il ladro di anime" ("The Stealer of Souls", Science Fantasy No. 51, Febbraio 1962)
- "Re nelle tenebre" ("Kings in Darkness", Science Fantasy No. 54, Agosto 1962)
- "I portatori di fiamma" ("The Flame Bringers", poi reintitolato "The Caravan of Forgotten Dreams", Science Fantasy No. 55, Ottobre 1962)
- "The Last Enchantment" (anche intitolato "Jesting with Chaos", rifiutato da Science Fantasy ed edito per la prima volta nel 1978)
- "Per la salvezza di Tanelorn" ("To Rescue Tanelorn...", Science Fantasy No. 56, Dicembre 1962)

Nei primi tre racconti ("La Città Sognante", "Mentre gli dèi ridono" e "Il ladro di anime") Elric appare come un avventuriero errante dai tratti antieroici, non dissimile da Conan il cimmero di Robert Howard o da Fafhrd e Gray Mouser di Fritz Leiber, mentre il quarto e il quinto testo ("Re nelle tenebre" e "I portatori di fiamma") mettono in scena il parziale ritiro del personaggio a vita privata, a seguito delle nozze con Zarozinia; Moorcock avrebbe quindi voluto concludere la serie con il testo di sapore umoristico "The Last Enchantment", ma la direzione di Science Fantasy lo persuase a sviluppare un finale di più ampio respiro, cui "Per la salvezza di Tanelorn" funge da prologo. Poco dopo i primi cinque racconti furono riuniti nell'antologia The Stealer of Souls (Neville Spearman, 1963).
Sempre nel 1963 Moorcock lavorò alla conclusione definitiva della saga: il romanzo Tempestosa (Stormbringer). che fu serializzato su Science Fantasy in quattro puntate:
1. "I ritorno del dio morto" ("Dead God's Homecoming", Science Fantasy No. 59, Giugno 1963). I suoi eventi sono contemporanei a quelli di "Per la salvezza di Tanelorn".
2. "I fratelli della spada nera" ("Black Sword's Brothers", Science Fantasy No. 61, Ottobre 1963)
3. "Lo scudo del gigante malinconico" ("Sad Giant's Shield", Science Fantasy No. 63, Febbraio 1964)
4. "La fine del principe dannato" ("Doomed Lord's Passing", Science Fantasy No. 64, Aprile 1964)

Nel 1965 Tempestosa fu pubblicato in volume dall'editore Herbert Jenkins, seppur con cospicui tagli ai primi due episodi.
Con il numero 64 dell'aprile 1964 Science Fantasy interruppe la pubblicazione e Moorcock si spostò sulla rivista New Worlds, dove si dedicò prettamente alla fantascienza, ma non smise di comporre o quantomeno abbozzare aggiunte minori alla saga di Elric:
- "Il sogno del conte Aubec" ("Master of Chaos", anche intitolato "Earl Aubec" o "The Dream of Earl Aubec", Fantastic Maggio 1964): un racconto prequel ambientato prima della nascita di Elric, con protagonista il conte Aubec di Malador.
- Earl Aubec (1966): bozza incompiuta di una tetralogia di romanzi dedicata al conte Aubec e alla sua guerra contro Melniboné.
- Un racconto con protagonista Elric intitolato "The Jade Man's Eyes" fu pubblicizzato ma mai pubblicato sulla rivista Golden Nugget sempre nel 1966.
- "La cittadella che cantava" ("The Singing Citadel", in The Fantastic Swordsmen, a cura di Lyon Sprague de Camp, Pyramid Books, 1967): un racconto midquel collocato fra "Mentre gli dèi ridono" e "Il ladro di anime".

Dopo la pubblicazione di "La cittadella che cantava" Moorcock abbandonò il mondo di Elric per dedicarsi a una tetralogia science fantasy dedicata al duca Dorian Hawkmoon (1967-1969) e si limitò a riunire i racconti "Per la salvezza di Tanelorn",  "Il sogno del conte Aubec" e "La cittadella che cantava" nell'antologia The Singing Citadel (Mayflower, 1970), che comprendeva anche il racconto non inerente Elric "Il più grande conquistatore" ("The Greater Conqueror", 1963).

### Il ciclo deiQuattro Eroi che Sono Uno
Terminata la saga di Dorian Hawkmoon, nei primi anni Settanta Moorcock decise di sviluppare in parallelo numerosi cicli di romanzi fantastici collegati in un'unica narrazione unitaria, basata sul leitmotiv narratologico del Campione Eterno – un eroe incaricato di preservare l'Equilibrio Cosmico fra le forze della Legge e del Caos. Più nello specifico, egli articolò questo progetto su due cicli paralleli, uno fantascientifico detto delle Avventure Temporali e uno fantasy imperniato sui Quattro Eroi che Sono Uno: Elric, Hawkmoon, John Daker alias Erekosë e Corum Jhaelen Irsei.
Nell'ambito di questo progetto, la serie di Elric fu espansa con due nuovi romanzi atti a integrarla al meglio nella macro-narrazione generale: il midquel La torre che svaniva (The Sleeping Sorceress, anche intitolato The Vanishing Tower, 1971) è ambientato fra "La cittadella che cantava" e "Il ladro di anime", fa riferimento agli eventi de "Il sogno del conte Aubec" e contiene un cross-over con il romanzo di Corum Il re delle spade (The King of the Swords, 1971); il prequel Elric di Melniboné (Elric of Melniboné, 1972) rappresenta il primo episodio dell'intero ciclo, rivelando le origini del personaggio. Nel 1973 videro invece la luce due racconti non pienamente integrati nella cronologia che Moorcock stava costruendo: "Elric: The Return to Melniboné", racconto di accompagnamento a un volume di illustrazioni, precede direttamente gli eventi di "La Città Sognante", mentre "Gli occhi dell'Uomo di Giada" ("The Jade Man's Eyes", già abbozzato nel 1966) si svolge fra "La cittadella che cantava" e "Il ladro di anime" ma non tiene conto degli eventi de La torre che svaniva. Questa seconda fase di composizione terminò con Sui mari del Fato (The Sailor on the Seas of Fate, 1976), un romanzo fix-up ambientato fra Elric di Melniboné e "La Città Sognante" e composto di tre racconti: un cross-over con il romanzo di Dorian Hawkmoon The Quest for Tanelorn (1976), un testo edito anche singolarmente come "Le terre al di là del mondo" ("The Lands Beyond the World", 1977) e una revisione de "Gli occhi dell'Uomo di Giada" pensata per integrarsi correttamente nella cronologia.
Nei successivi tredici anni Moorcock riprese la figura di Elric solo nel racconto "Elric alla fine del tempo" ("Elric at the End of Time", 1981), in cui il personaggio appare nella saga della Fine del Tempo – uno dei cicli afferenti alle Avventure Temporali.

### Cross-over con la famiglia von Bek
Nel corso degli anni Ottanta e Novanta Moorcock decise di interconnettere più strettamente la saga dei Quattro Eroi che Sono Uno e quella delle Avventure Temporali, utilizzando come "collante" le sue nuove opere dedicate alla famiglia von Bek. A tal fine, egli compose due nuovi romanzi di Elric pensati come antefatti alle varie sotto-saghe del ciclo dei von Bek: La fortezza della perla (The Fortress of the Pearl, 1989) è un midquel posto fra Elric di Melniboné e Sui mari del Fato e pone le basi della trilogia delle Moonbeam Roads (2001-2005), mentre La vendetta della rosa (The Revenge of the Rose, 1991) si svolge fra La torre che svaniva e "Il ladro di anime" e prepara la trilogia del Second Ether (1995-1996). Va inoltre rimarcato che Elric stesso appare come co-protagonista in entrambe queste due serie: con la propria vera identità nella trilogia delle Moonbeam Roads e nel racconto "Il canto del lupo bianco" (“The White Wolf’s Song”, 1994, poi revisionato in "The Black Blade's Summoning") appartenente al ciclo del Second Ether, sotto lo pseudonimo di Monsieur Zenith nel resto della saga del Second Ether.
Risale a questa fase anche il primo romanzo a fumetti a soggetto originale dedicato a Elric: la serie antologica Michael Moorcock's Multiverse (1999), sceneggiata da Moorcock e disegnata da Walter Simonson, Mark Reeve e John Ridgway, comprende infatti due racconti che adattano direttamente la saga del Second Ether e un'avventura originale di Elric ambientata durante gli eventi di Tempestosa, intitolata "Duke Elric".

### Testi minori del Ventunesimo Secolo
Nel corso del nuovo millennio Elric è apparso nel romanzo a fumetti Elric: The Making of a Sorcerer (2005-2006), sceneggiato da Moorcock e disegnato da Walter Simonson, che racconta l'infanzia del personaggio e si svolge subito prima di Elric of Melniboné, e nel racconto "A Portrait in Ivory" (2007), un interludio collocato fra "La Città Sognante" e "Mentre gli dèi ridono"; inoltre il racconto non canonico  "Elric: The Return to Melniboné" è stato riscritto da Moorcock nel 2006 e trasformato in un capitolo introduttivo a Sui mari del Fato, incorporandolo così nella serie principale. Poco dopo Moorcock ha pubblicato un'antologia di tutti i racconti del Second Ether con protagonisti Monsieur Zenith e il suo rivale sir Seaton Begg, The Metatemporal Detective (2007) e due racconti midquel appartenenti alla serie principale, la cui posizione nella cronologia è però incerta: "Black Petals" (2008) e "Red Pearls" (2010). 

### Ordine cronologico interno
Perché Moorcock stabilisse con certezza l'ordine cronologico interno del ciclo di Elric si dovette attendere l'edizione DAW del 1977, che organizzò gli otto racconti e i quattro romanzi allora editi in una sequenza di sei volumi; in tale occasione Tempestosa fu ristampato in edizione integrale e i racconti pubblicati fra 1961 e 1967 furono riorganizzati in due antologie, Il fato del Lupo Bianco (The Weird of the White Wolf) e La maledizione della spada nera (The Bane of the Black Sword); i due successivi romanzi furono poi integrati in questa sistemazione, risultando in una ottologia:
1. Elric di Melniboné
2. La fortezza della perla
3. Sui mari del Fato
4. Il fato del lupo bianco
  1. "Il sogno del conte Aubec"
  2. "La Città Sognante"
  3. "Mentre gli dèi ridono"
  4. "La cittadella che cantava"
5. La torre che svaniva
6. La vendetta della rosa
7. La maledizione della spada nera
  1. "Il ladro di anime"
  2. "Re nelle tenebre"
  3. "I portatori di fiamma"
  4. "Per la salvezza di Tanelorn"
8. Tempestosa

Moorcock ha però alterato questo impianto già nella ristampa integrale in quattordici volumi dei suoi cicli fantasy, pubblicata da Millennium nel 1993: in tale collana "Il sogno del conte Aubec" e "Per la salvezza di Tanelorn" furono scorporati dalla saga di Elric e antologizzati nel volume miscellaneo Earl Aubec and Other Stories (comprendente pure "The Last Enchantment"), mentre i due volumi dedicati a Elric (intitolati Elric of Melniboné e Stormbringer) alternavano i romanzi e i racconti senza soluzione di continuità. Questa nuova scansione è stata ulteriormente aggiornata nell'edizione Gollancz in sette volumi (2013-2015), considerata dall'autore definitiva, in base alla quale la sequenza è: 
1. "Il sogno del conte Aubec"
2. Elric: The Making of a Sorcerer
3. Elric di Melniboné
4. La fortezza della perla
5. Sui mari del fato (edizione espansa con l'Introduzione del 2006)
6. "La città sognante"
7. "A Portrait in Ivory"
8. "Mentre gli dèi ridono"
9. "La cittadella che cantava"
10. La torre che svaniva
11. La vendetta della rosa
12. "Il ladro di anime"
13. "Re nelle tenebre"
14. "I portatori di fiamma"
15. "The Last Enchantment"
16. "Per la salvezza di Tanelorn"
17. Tempestosa
18. Trilogia delle Moonbeam Roads:
  1. La figlia della ladra di sogni (Daugther of Dreams o The Dreamthief's Daughter: A Tale of the Albino, 2001)
  2. Destiny's Brother (o The Skrayling Tree: The Albino in America, 2003)
  3. Son of the Wolf (o The White Wolf's Son: The Albino Underground, 2005)

Sono quindi esclusi dal ciclo Michael Moorcock's Multiverse, "Black Petals" e "Red Pearls".

## Edizioni italiane

### Serie principale
La prima traduzione italiana della serie si basa sull'edizione DAW in sei volumi del 1977 e fu pubblicata in due raccolte da Editrice Nord:
- 1978 - Elric di Melniboné, Fantacollana 25; comprende Elric di Melniboné (Elric of Melniboné, 1972), Sui mari del fato (The Sailor on The Seas of Fate, 1976) e L'arcano del lupo bianco (The Weird of the White Wolf, 1977)
- 1979 - Elric il negromante, Fantacollana 30; comprende La torre che svaniva (The Sleeping Sorceress / The Vanishing Tower, 1971), La maledizione della spada nera (The Bane of The Black Sword, 1977) e Tempestosa (Stormbringer, edizione integrale del 1977).

Questi due omnibus furono successivamente combinati nel volume unico Elric di Melniboné, Grandi Opere 26, 1995, poi riproposto come La Saga di Elric di Melniboné, Collana Narrativa 98, 1997.
Sempre Nord ha tradotto i successivi due romanzi:
- 1998 - La fortezza della perla (The Fortress of the Pearl, 1989), Collana Narrativa 106
- 1998 - Elric: La vendetta della rosa (The Revenge of the Rose, 1991), Collana Narrativa 116

Entrambe le porzioni della serie sono state anche distribuite in cofanetto di due volumi: l'esalogia come Il Ciclo di Elric, I Grandi Cicli della Fantascienza e della Fantasy 11, 1990, i due romanzi aggiuntivi come Le nuove avventure di Elric di Melniboné, I Grandi Cicli della Fantascienza e della Fantasy 46, 1998.
Negli anni Duemila i diritti sul ciclo sono passati a Fanucci Editore, che l'ha ristampato nella collana Tascabili Immaginario Extra (con l'eccezione de La vendetta della rosa) sotto il titolo di La Saga di Elric di Melnibonè:
1. 2005 - Vol.1, Elric di Melniboné e Sui mari del Fato
2. 2006 - Vol.2, L'arcano del lupo bianco e La torre che svaniva
3. 2007 - Vol.3, La maledizione della spada nera e Tempestosa
4. 2008 - Vol.4, La fortezza della perla

Al termine degli anni Dieci i diritti di Fanucci sono stati rilevati da Mondadori, che ha riproposto l'esalogia DAW nel volume omnibus Elric. La saga, Oscar Draghi 44, 2019. Ne consegue che, ad oggi, l'edizione italiana della serie si attiene ancora alla disposizione del 1977 e non include i racconti "The Last Enchantment" e "A Portrait in Ivory" né l'Introduzione a Sui mari del Fato.

### Testi minori
Alcuni racconti minori e il primo romanzo delle Moonbeam Roads sono stati anch'essi tradotti in Italiano:
- 1979 - "Gli occhi dell'Uomo di Giada" ("The Jade Man's Eyes", 1973) in Heroic Fantasy. Il meglio della fantasia eroica moderna, Enciclopedia della Fantascienza 4, Fanucci Editore, Roma.
- 1981 - "Le terre al di là del mondo" ("The Lands Beyond the World", 1977) in Maghi e guerrieri. Altre storie di fantasia eroica, Enciclopedia della Fantascienza 6, Fanucci Editore, Roma.
- 1985 - "Elric alla fine del tempo" ("Elric at the End of Time", 1981) in Fantasy, Sandro Pergamo (a cura di), Grandi Opere 11, Nord, Milano.
- 2000 - "Il canto del lupo bianco" ("The White Wolf's Song", in Elric: Tales of the White Wolf, 1994) ne I tesori della Fantasy, Sandro Pergamo (a cura di), Economica Tascabile (Nuova Serie) 2, Fanucci Editore, Roma.
- 2001 - La figlia della ladra di sogni (The Dreamthief's Daughter: A Tale of the Albino, 2001), Il Libro d'Oro 130, Fanucci Editore, Roma

Restano inediti il secondo e terzo volume delle Moonbeam Roads, i due romanzi grafici Michael Moorcock's Multiverse ed Elric: The Making of a Sorcerer, e i racconti collaterali "Black Petals" e "Red Pearls".

## Personaggi della Saga

### Divinità ed elementali
Arioch, Signore delle Sette Tenebre, Signore dell'Alto Inferno, Il Cavaliere di Spade: Uno dei più potenti duchi dell'Inferno nonché uno dei Signori del Caos. Inoltre è l'eterno patrono degli imperatori melniboneani, responsabile pertanto della loro grande abilità nella Magia e del fulgido dominio conquistato e mantenuto per oltre 10.000 anni. Lui trova che Elric sia uno dei suoi servitori più dolci a causa dei dilemmi morali che lo affliggono.
Re Straasha: Signore degli elementali dell'acqua. È legato agli imperatori di Melniboné da molti anni per i patti conclusi con loro, e i servizi prestati a questi. Il Suo aiuto verrà spesso richiesto all'interno della saga da parte dell'Albino, e molto spesso si dimostra efficace. Ha contribuito alla creazione della Nave che Salpa per Mare e per Terra, provvedendo per la magia necessaria affinché la nave potesse viaggiare attraverso gli oceani; si contende la barca con Re Grome.
Re Grome: Signore degli elementali della terra. Come asserito all'interno della saga stessa dal protagonista, "è probabilmente il più potente di tutti i signori elementali, ma anche il meno trattabile". Difatti è piuttosto egoista per quel che riguarda la sua barca, e raramente dispensa il suo aiuto (solo una volta è stato possibile per Elric ottenerlo). Ha anch'egli contribuito alla creazione della nave che Salpa per Mare e per Terra ma l'ha ceduta al re Straasha in cambio di parte del suo dominio. Tuttavia, pentitosi di averlo fatto, si disputa il suo possesso con il Signore elementale delle acque.
Vezhan: Il Signore con le Ali. Questo era il Dio del Caos un tempo servito dall'arciere scarlatto Rackhir.
Darnizhaan: Membro degli Dei Morti un gruppo di divinità alleate del caos che lasciarono il mondo temendo il potere di Tempestosa e Luttuosa.
Donblas il Giustiziere: Uno dei signori della Legge, l'unico nominato all'interno della saga. Aiuterà Elric in diverse occasioni, mitigando le sue sofferenze dopo che egli avrà consumato l'anima di Checkalakh (una divinità minore del caos), e in particolar modo, nella lotta finale fra le forze dell'ordine e quelle del caos.
Mishna e Graoll, i Lasshaar (Giganti del Vento, Signori dei Venti): Potentissimi elementali dell'aria. Aiuteranno Elric a vendicarsi nell'ultima battaglia contro lo stregone Theleb K'aarna, causa di molti problemi per l'Albino. Vengono impiegati alle volte, in certi episodi, per facilitare la navigazione.(in alcuni materiali di Giochi di ruolo viene detto che Mishna e Graoll siano in realtà figli di una certa Regina elementale Lassa, ma di questo non v'è traccia all'interno della saga).
Kakatal, Il Signore Fiammeggiante: Un potentissimo signore elementale del fuoco (sempre all'interno di alcuni Giochi di ruolo viene affermato che sia il Signore di tutti gli elementali del fuoco, ma questo non è smentito o negato all'interno della saga).
Chardros, Il Mietitore (alle volte chiamato anche Chardhros): Uno dei più potenti Signori del Caos, simile al Cupo Mietitore. Comparirà nella battaglia finale tra legge e caos.
Mabelode, il Re delle Spade (qualche volte pronunciato anche Mabelrode): È un Signore del Caos raffigurato più volte come un essere "senza volto". Apparirà nella battaglia finale tra legge e caos.

### Mortali
Yyrkoon: Cugino di Elric e aspirante al titolo di imperatore di Melnibonè. Affronterà Elric e Stormbringer, al fine di usurparne il trono, in un epico scontro brandendo la spada nera Mournblade. 
Dyvim Slorm: Cugino di Elric, nonché figlio di Dyvim Tar. Combatterà, assieme ad Elric, nell'ultima grande battaglia, maneggiando la spada nera Mournblade.
Cymoril: Si tratta della cugina, nonché consorte, di Elric. Lui coltiva la speranza che un giorno riesca a farla sua moglie e imperatrice del regno; speranza ostacolata più volte da Yyrkoon. Lei tenta in tutti i modi di comprendere e di aiutare Elric, ma, sfortunatamente, le riesce difficile.
Dyvim Tar: Melniboneano, Signore dei Draghi. Si tratta del principale alleato, e consigliere dell'Albino; e come tale sostiene che non si debba deporre per nessun motivo Elric dal trono, in quanto egli Imperatore, e dunque è prerogativa di questo agire come desidera. La sua responsabilità più grande risiede tuttavia nella cura dell'arma più potente posseduta dai Signori del fulgido impero, nonché la più temuta di tutto il mondo: I draghi. Ed è proprio sulle spalle di questi che è stato costituito il più grande impero della Terra.
Rackhir: umano, detto anche l'arciere rosso, sarà al fianco di Elric in innumerevoli occasioni. 
Maldiluna: umano e compagno di Elric in diverse avventure.
Jagreen Lern: Sadico sovrano di Pan Tang, una nazione di crudeli stregoni e sacerdoti fedeli agli dei del caos. È abile sia con gli incantesimi che con l'uso dell'ascia. Affronterà in duello Elric verso la fine della saga.
Jest: Il Capo torturatore di Melniboné, esperto nell'estrarre segreti da coloro che li custodiscono. Viene descritto come alto e decisamente magro, somigliante a uno scheletro dalle vesti bianche, macchiate dal sangue di coloro che hanno la sfortuna di essere interrogati da lui.
Theleb K'aarna: Un mago delle isole di Pan Tang. Dopo essere stato sostituito come mago di corte e consigliere della regina Yishana da Elric, cerca vendetta usando i suoi incantesimi per ostacolare Elric.
Zarozinia: figlia di un notabile di una città difesa da Elric e Maldiluna, diventerà sposa di Elric. Rapita da Jagreen Lern e trasformata in un mostro, sarà successivamente uccisa da Elric.

## Film
Nel maggio del 2007, in un'intervista, i registi Chris e Paul Weitz hanno rivelato di essere, con la collaborazione diretta di Michael Moorcock, in fase di pre-produzione di un'ipotetica trilogia cinematografica basata sulla saga di Elric per la Universal Pictures.

## Fumetti
Il primo adattamento a fumetti è La Saga d'Elric le Nécromancien (1971), storia di Michel Demuth, disegni di Philippe Druillet, pubblicata per Spirits # 1 e pubblicata come libro lo stesso anno.
Elric compare nei numeri 14 e 15 di Conan The Barbarian della Marvel Comics nel 1972. La storia in due parti è stata scritta da Roy Thomas e disegnata da Barry Winsdor-Smith.
La First Comics pubblicò delle miniserie a fumetti basati sui libri di Moorcock negli anni 80.
P. Craig Russel ha disegnato degli adattamenti a fumetti di tre libri di Moorcock: Elric of Melnibonè (con Roy Thomas e Michael T. Gilbert per la Pacific Comics), The Dreaming City e While The Gods Laugh(Per la Marvel/Epic Comics) e Stormbringer. Il personaggio ha avuto degli adattamenti anche da Walter Simonson e Frank Burner nella serie della Pacific Comics.
La serie di Adam Warlock di Jim Starlin è stata ispirata dalla saga di Elric, con la Gemma dell'Anima che succhia le anime dei nemici di Warlock e l'introduzione dei personaggi Lord Chaos e Maestro Ordine.
Nel 2014 viene pubblicato Il Trono di Rubino, la prima parte di un nuovo adattamento a fumetti scritto da Julien Blondel e illustrato da Didier Poli, Jean Bastide e Robin Recht.

## Riconoscimenti e tributi
Parallelamente ai romanzi, Elric ha dato vita a canzoni, racconti, testi per musica rock, videogiochi, giochi di ruolo.

### Giochi
La dualità Legge\Caos diventerà uno dei topoi della letteratura fantasy: la saga di Warhammer (che comprende giochi di miniature, giochi di ruolo, libri, fumetti e riviste) si basa appunto sullo scontro fra le civiltà di un intero mondo contro il Caos, anche nel primo dei giochi di ruolo (Dungeons & Dragons) ricopre un'importanza enorme la scelta dell'allineamento morale del personaggio; a tutt'oggi gli allineamenti sono ben nove ma originariamente erano solo tre: legale, neutrale e caotico. Le razze degli Eldar Oscuri di Warhammer 40,000 e i Drow di Dungeons & Dragons sembrano essere ispirati dai Melniboneani.

### Fumetti
Il personaggio di Elric è stato parodiato in Cerebus the Aardvark di Dave Sim con Elrond di Melvinbone, che ha un aspetto simile a Elric ma parla in modo simile a Foghorn Leghorn.

### Musica
Specialmente in campo musicale hard rock e heavy metal, Elric è stato più volte notevole fonte d'ispirazione di molteplici band tra cui Hawkwind, Diamond Head, Cirith Ungol, Blind Guardian, gli italiani Domine, i greci Battleroar.
Tra le più famose e riuscite canzoni dedicate ad Elric si segnalano: Black Blade dei Blue Öyster Cult, Borrowed Time dei Diamond Head e The Chronicles of the Black Sword degli Hawkwind.
I Blind Guardian ne presero spunto per le canzoni Damned for All Time e Fast to Madness del 1989 e The Quest for Tanelorn del 1992.
Ad oggi, i principali dischi (contenenti ampio materiale dedicato ad Elric / tra cui le copertine) sono:
- 1975 - Warrior on the Edge of Time degli Hawkwind
- 1980 - Cultösaurus Erectus dei Blue Öyster Cult
- 1980 - Frost and Fire dei Cirith Ungol
- 1982 - Borrowed Time dei Diamond Head
- 1984 - King of the Dead dei Cirith Ungol
- 1985 - The Chronicle of the Black Sword degli Hawkwind
- 1986 - One Foot in Hell dei Cirith Ungol
- 1997 - Champion Eternal dei Domine
- 1999 - Dragonlord dei Domine
- 1999 - Doomsword dei Doomsword
- 2001 - Stormbringer Ruler dei Domine
- 2003 - Battleroar dei Battleroar
- 2004 - Emperor of the Black Runes dei Domine
- 2010 - At the Edge of Time dei Blind Guardian
- 2020 - Forever Black dei Cirith Ungol
- 2020 - E Allora Sotto di Shimeon Cars

Michael Moorcock ha direttamente collaborato nel corso degli anni con la band Hawkwind.